# Donald Curtis
Donald Curtis, all'anagrafe Curtis Donald Rudolf (Cheney, 27 febbraio 1915 – Desert Hot Springs, 22 maggio 1997), è stato un attore statunitense.

## Biografia
Iniziò la sua carriera nel 1940 e proseguì fino al 1967, ricoprendo ruoli in oltre cento pellicole. Tra questi, vi è quello nel film I dieci comandamenti (1956). Morì nel 1997, a 82 anni.

## Filmografia parziale

### Cinema
- Gardenia insanguinata (Secret Evidence), regia di William Nigh (1941)
- Bataan, regia di Tay Garnett (1941)
- Il difensore di Manila (Salute to the Maines), regia di S. Sylvan Simon (1943)
- La croce di Lorena (The Cross of Lorraine), regia di Tay Garnett (1943)
- Missione segreta (Thirty Seconds Over Tokyo), regia di Mervyn LeRoy (1944)
- Il figlio di Lassie (Son of Lassie), regia di S. Sylvan Simon (1945)
- Luna senza miele (Thrill of a Romance), regia di Richard Thorpe (1945)
- Io ti salverò (Spellbound), regia di Alfred Hitchcock (1945)
- I sacrificati (They Were Expendable), regia di John Ford (1945)
- Una lettera per Eva (A Letter for Evie), regia di Jules Dassin (1946)
- Bascomb il mancino (Bad Bascomb), regia di S. Sylvan Simon (1946)
- Il coraggio di Lassie (Courage of Lassie), regia di Fred M. Wilcox (1946)
- Frac e cravatta bianca (White Tie and Tails), regia di Charles Barton (1946)
- L'amore senza volto (Night Song), regia di John Cromwell (1947)
- Io non t'inganno, t'amo! (I Love Trouble), regia di S. Sylvan Simon (1948)
- Lo strano Mr. Jones (The Fuller Brush Man), regia di S. Sylvan Simon (1948)
- The Amazing Mr. X, regia di Bernard Vorhaus (1948)
- Duello infernale (Stampede), regia di Lesley Selander (1949)
- Phffft... e l'amore si sgonfia (Phffft!), regia di Mark Robson (1954)
- Il mostro dei mari (It Came from Beneath the Sea), regia di  Robert Gordon (1955)
- Secondo amore (All That Heaven Allows), regia di Douglas Sirk (1955)
- L'avventuriera di Bahamas (Flame of the Islands), regia di Edward Ludwig (1956)
- La Terra contro i dischi volanti (Earth vs. the Flying Saucers), regia di Fred F. Sears (1956)
- I dieci comandamenti (The Ten Commandments), regia di Cecil B. De Mille (1956)
- 7º Cavalleria (7th Cavalry), regia di Joseph H. Lewis (1956)
- Passaggio di notte (Night Passage), regia di James Neilson (1957)

### Televisione
- Scienza e fantasia (Science Fiction Theatre) – serie TV, 4 episodi (1955-1956)
- Crossroads – serie TV, episodio 1x33 (1956)
- The Best of the Post – serie TV, episodio 1x15 (1961)

## Doppiatori italiani
- Renato Turi in Bataan, Secondo amore, La Terra contro i dischi volanti
- Augusto Marcacci in Io ti salverò
- Emilio Cigoli in Phffft... e l'amore si sgonfia
- Giorgio Capecchi in Il mostro dei mari